# AH Скорпиона
AH Скорпиона (AH Sco) — красный сверхгигант, переменная звезда в созвездии Скорпиона. Обладая радиусом около 1411 солнечных, является одной из крупнейших известных звезд.
Является полуправильной переменной с основным периодом 714 дней. Видимая звёздная величина изменяется в интервале от 6,5 до 9,6m Длительные вторичные периоды обнаружены не были.
При моделировании AH Скорпиона вблизи максимума светимости была определена температура 3682 K и светимость 330000 {\displaystyle L_{\odot }}, что привело к оценке радиуса 1411 {\displaystyle R_{\odot }}.
AH Скорпиона окружена пылевой оболочкой, в богатом кислородом окружающем веществе обнаружены мазеры SiO, H2O и OH. Измерения положения мазеров при помощи РСДБ-наблюдений позволили с высокой точностью оценить расстояние до звезды, равное 2260 пк. В момент наблюдений мазеры приближались к звезде со скоростью 13 км/с, что свидетельствовало о процессе сжатия с фазой 0,55 относительно вариаций светимости.